# Kanton Lavelanet
Der Kanton Lavelanet war bis 2015 ein französischer Wahlkreis im Département Ariège und in der Region Midi-Pyrénées. Er umfasste 21 Gemeinden im Arrondissement Foix, sein Hauptort (frz.: chef-lieu) war Lavelanet. Die landesweiten Änderungen in der Zusammensetzung der Kantone brachten im März 2015 seine Auflösung.

## Gemeinden
| Gemeinde                  | Einwohner (Stand: 2022) | Code postal | Code Insee |
| ------------------------- | ----------------------- | ----------- | ---------- |
| L’Aiguillon               | 375                     | 09300       | 09003      |
| Bélesta                   | 1085                    | 09300       | 09047      |
| Bénaix                    | 151                     | 09300       | 09051      |
| Carla-de-Roquefort        | 166                     | 09300       | 09080      |
| Dreuilhe                  | 363                     | 09300       | 09106      |
| Fougax-et-Barrineuf       | 430                     | 09300       | 09125      |
| Ilhat                     | 124                     | 09300       | 09142      |
| Lavelanet                 | 6018                    | 09300       | 09160      |
| Lesparrou                 | 233                     | 09300       | 09165      |
| Leychert                  | 112                     | 09300       | 09166      |
| Lieurac                   | 180                     | 09300       | 09168      |
| Montferrier               | 544                     | 09300       | 09206      |
| Montségur                 | 116                     | 09300       | 09211      |
| Nalzen                    | 112                     | 09300       | 09215      |
| Péreille                  | 186                     | 09300       | 09227      |
| Raissac                   | 49                      | 09300       | 09242      |
| Roquefixade               | 150                     | 09300       | 09249      |
| Roquefort-les-Cascades    | 83                      | 09300       | 09250      |
| Saint-Jean-d’Aigues-Vives | 370                     | 09300       | 09262      |
| Sautel                    | 127                     | 09300       | 09281      |
| Villeneuve-d’Olmes        | 962                     | 09300       | 09336      |